# Pavone Canavese
Pavone Canavese (piemontiul: Pavon) település Olaszországban, Lombardia régióban, Torino megyében. Lakosainak száma 3606 fő (2023. január 1.). Pavone Canavese Colleretto Giacosa, Perosa Canavese, Samone, San Martino Canavese, Banchette, Ivrea és Romano Canavese községekkel határos.

## Népesség
A település népességének változása:
| Lakosok száma | 3886 | 3861 | 3606 |
|               | 2017 | 2018 | 2023 |